# Liste der Biografien/Lom
Liste der Biografien |
Portal Biografien |
Personensuche
# |
A |
B |
C |
D |
E |
F |
G |
H |
I |
J |
K |
L |
M |
N |
O |
P |
Q |
R |
S |
T |
U |
V |
W |
X |
Y |
Z |
?
 
La |
Lb |
Lc |
Le |
Lg |
Lh |
Li |
Lj |
Ll |
Lm |
Lo |
Lp |
Lt |
Lu |
Lv |
Lw |
Lx |
Ly |
Lz
 
Loa |
Lob |
Loc |
Lod |
Loe |
Lof |
Log |
Loh |
Loi |
Loj |
Lok |
Lol |
Lom |
Lon |
Loo |
Lop |
Loq |
Lor |
Los |
Lot |
Lou |
Lov |
Low |
Loy |
Loz
Die Liste der Biografien führt alle Personen auf, die in der deutschsprachigen Wikipedia einen Artikel haben. Dieses ist eine Teilliste mit 289 Einträgen von Personen, deren Namen mit den Buchstaben „Lom“ beginnt.

## Lom
- Lom d’Arce, Louis-Armand de (1666–1716), französischer Offizier und Reisender
- Lom, Herbert (1917–2012), britischer Schauspieler und Autor tschechischer Herkunft
- Lom, Johan van († 1945), niederländischer Anwalt
- Lom, Josse van, niederländischer Arzt und Autor
- Lom, Luboš (1965–2022), tschechischer Radsportler
- Lom, Walter von (* 1938), deutscher Architekt

### Loma
- Loma, Aleksandar (* 1955), serbischer Indogermanist und Altphilologe
- Loma, José Antonio de la (1924–2004), spanischer Drehbuchautor, Regisseur, Filmproduzent und Schriftsteller
- Lomaia, Aleksandre (* 1963), georgischer Politiker
- Lomaia, Giorgi (* 1979), georgischer Fußballtorhüter
- Lomajew, Iwan Dmitrijewitsch (* 1999), russischer Fußballspieler
- Lomakin, Andrei Wjatscheslawowitsch (1964–2006), russischer Eishockeyspieler
- Lomakin, Dmitri (* 1976), kasachischer Gewichtheber
- Lomakin, Gawriil Ioakimowitsch (1812–1885), russischer Komponist
- Lomakin, Grigori (* 1998), kasachischer Tennisspieler
- Lomakin, Trofim Fjodorowitsch (1924–1973), sowjetischer Gewichtheber
- Lomakin, Wiktor Pawlowitsch (1926–2012), sowjetischer Politiker und Diplomat
- Lomakina, Inessa Iwanowna (1930–2007), sowjetische bzw. russische Journalistin und Schriftstellerin
- Lomako, Pjotr Fadejewitsch (1904–1990), sowjetischer Politiker
- Lomami, André (* 1987), ruandischer Fußballspieler
- Loman, Abraham Dirk (1823–1897), niederländischer Theologe
- Loman, Judy (* 1936), US-amerikanische Harfenistin und Musikpädagogin
- Loman, Rudolf (1861–1932), niederländischer Schachmeister und Organist
- Lomana, Carmen (* 1948), spanische Unternehmerin
- Lomanow, Sergei Iwanowitsch (* 1957), sowjetischer Bandyspieler und -trainer
- Lomanow, Sergei Sergejewitsch (* 1980), russischer Bandyspieler
- Lomans, Bram (* 1975), niederländischer Hockeyspieler
- Lomanto, Francesco (* 1962), italienischer Geistlicher und römisch-katholischer Erzbischof von Syrakus
- Lomas, Alfred (1928–2021), britischer Politiker (Labour Party), MdEP
- Lomas, Bill (1928–2007), britischer Motorradrennfahrer
- Lomas, Bryan (* 1990), malaysischer Wasserspringer
- Lomas, Kathryn (* 1960), britische Historikerin
- Lomas, Lisa (* 1967), englische Tischtennisspielerin
- Lomas, Steve (* 1974), nordirischer Fußballspieler und -trainer
- Lomasko, Wiktorija Walentinowna (* 1978), russische Künstlerin und Kuratorin
- Lomasti, Ernesto Luigi (1959–1979), italienischer Bergsteiger
- Lomatschenko, Anatolij (* 1964), ukrainischer Boxtrainer
- Lomatschenko, Wassyl (* 1988), ukrainischer BoxerWassyl Lomatschenko (* 1988)

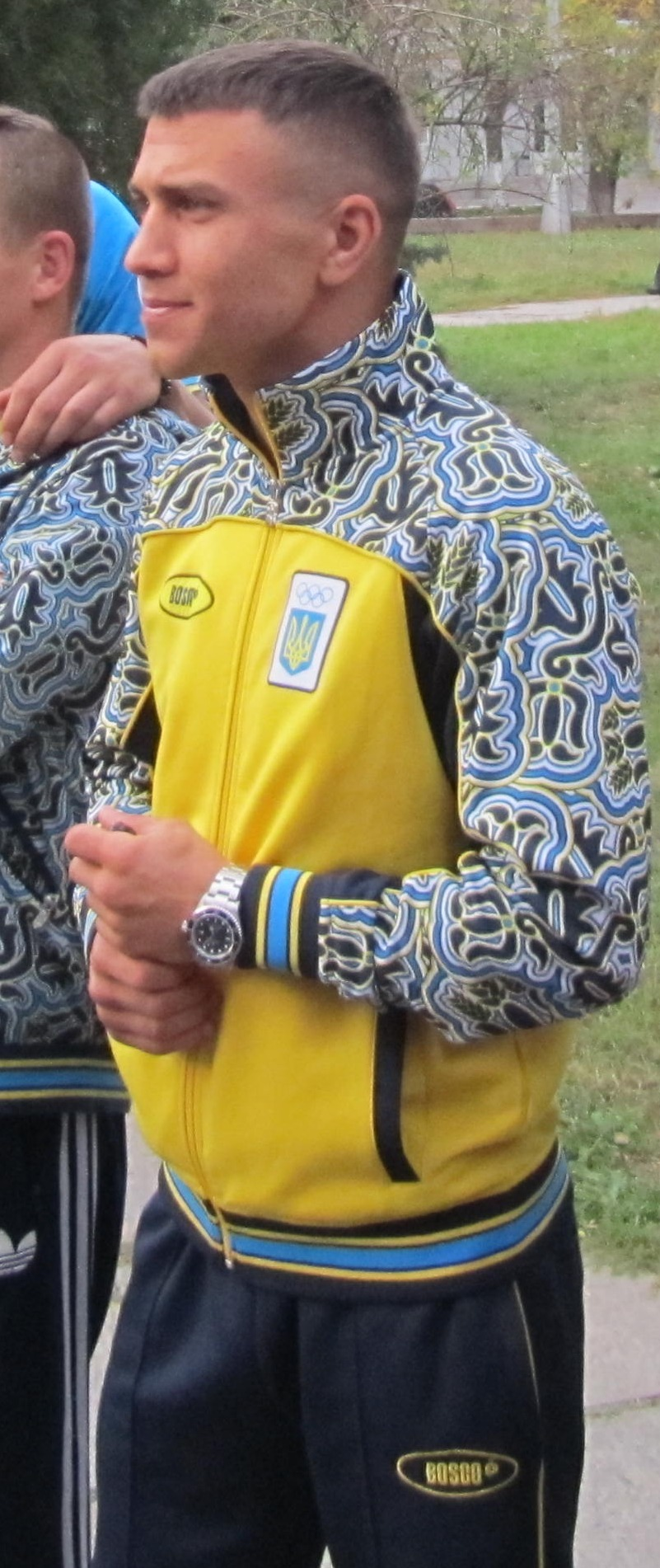
Wassyl Lomatschenko (* 1988)

- Lomax, Alan (1915–2002), US-amerikanischer Folklore- und Musikforscher
- Lomax, Cyril (1893–1973), Offizier der British Army
- Lomax, Jackie (1944–2013), englischer Gitarrist und Sänger
- Lomax, John (1867–1948), US-amerikanischer Folklore- und Musikforscher
- Lomax, Samuel (1855–1915), britischer Generalleutnant
- Lomax, Sandy, amerikanische Jazzsängerin
- Lomax, Sean, US-amerikanischer Musiker
- Lomazzo, Filippo, Musikverleger in Mailand
- Lomazzo, Giovanni Paolo (1538–1600), Maler und Kunsttheoretiker des Manierismus

### Lomb
- Lomb, Ádám (* 2001), ungarischer Langstreckenläufer
- Lomb, Carl (1888–1967), deutscher Politiker (Zentrum), MdL
- Lomb, Kató (1909–2003), ungarische Dolmetscherin, Übersetzerin, Autorin
- Lomb, Konrad (1804–1862), Domdechant im Bistum Fulda
- Lomb, Niklas (* 1993), deutscher FußballtorwartNiklas Lomb (* 1993)

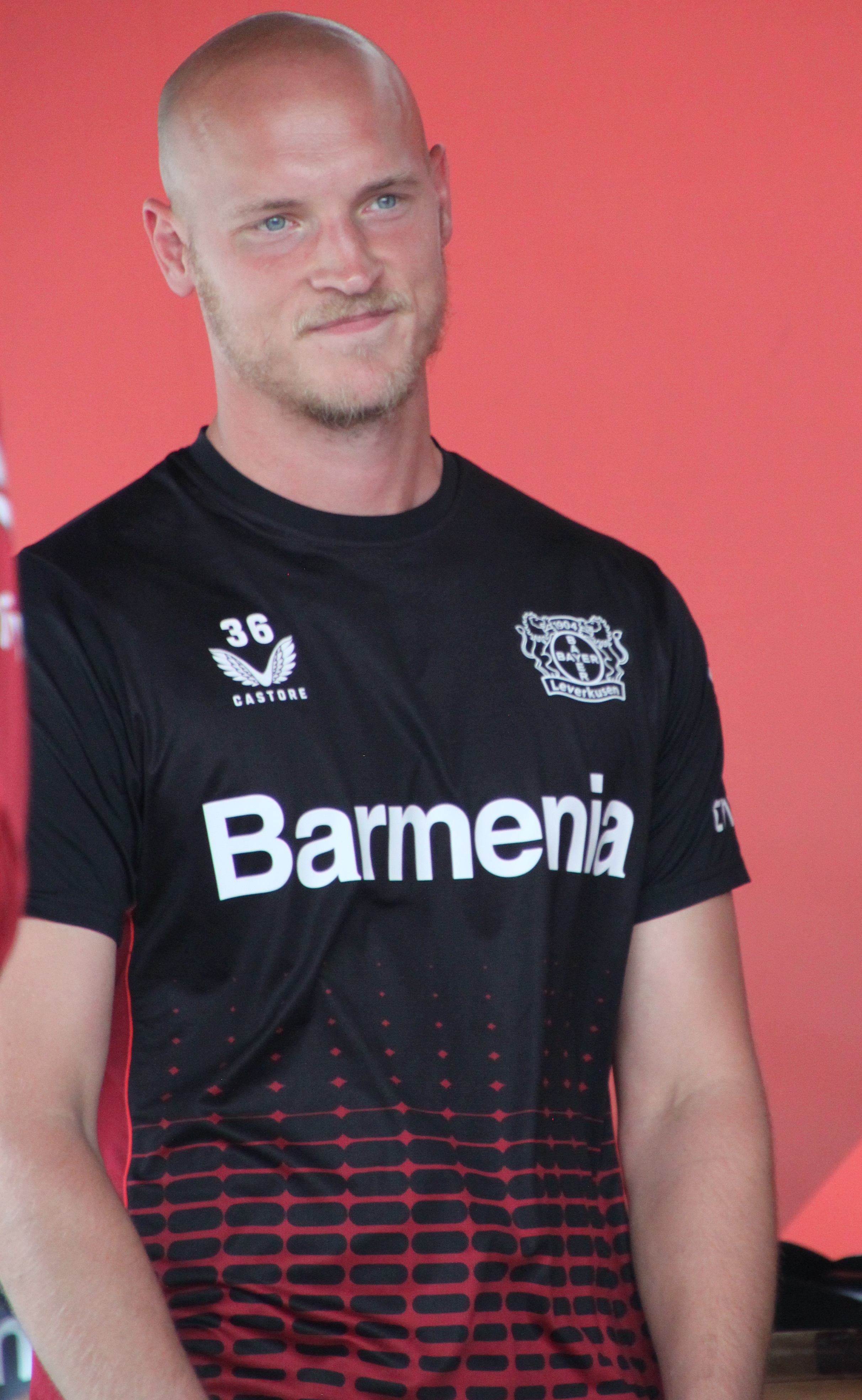
Niklas Lomb (* 1993)

- Lomba, Amélia da (* 1961), angolanische Schriftstellerin und Journalistin
- Lomba, Hermann (* 1960), französischer Leichtathlet
- Lomba, Marcelo (* 1986), brasilianischer Fußballspieler
- Lomba, Marisabel (* 1974), belgische Judoka
- Lombaerts, Nicolas (* 1985), belgischer Fußballspieler
- Lomban, Deyana (* 1976), indonesische Badmintonspielerin
- Lombard, Alain (* 1940), französischer Dirigent
- Lombard, Alf (1902–1996), schwedischer Romanist und Rumänist
- Lombard, André (* 1950), Schweizer Meister im Schach
- Lombard, Andreas (* 1963), deutscher Journalist und Verleger
- Lombard, Attilio (* 1944), italienischer Skilangläufer
- Lombard, Carole (1908–1942), US-amerikanische SchauspielerinCarole Lombard (1908–1942)

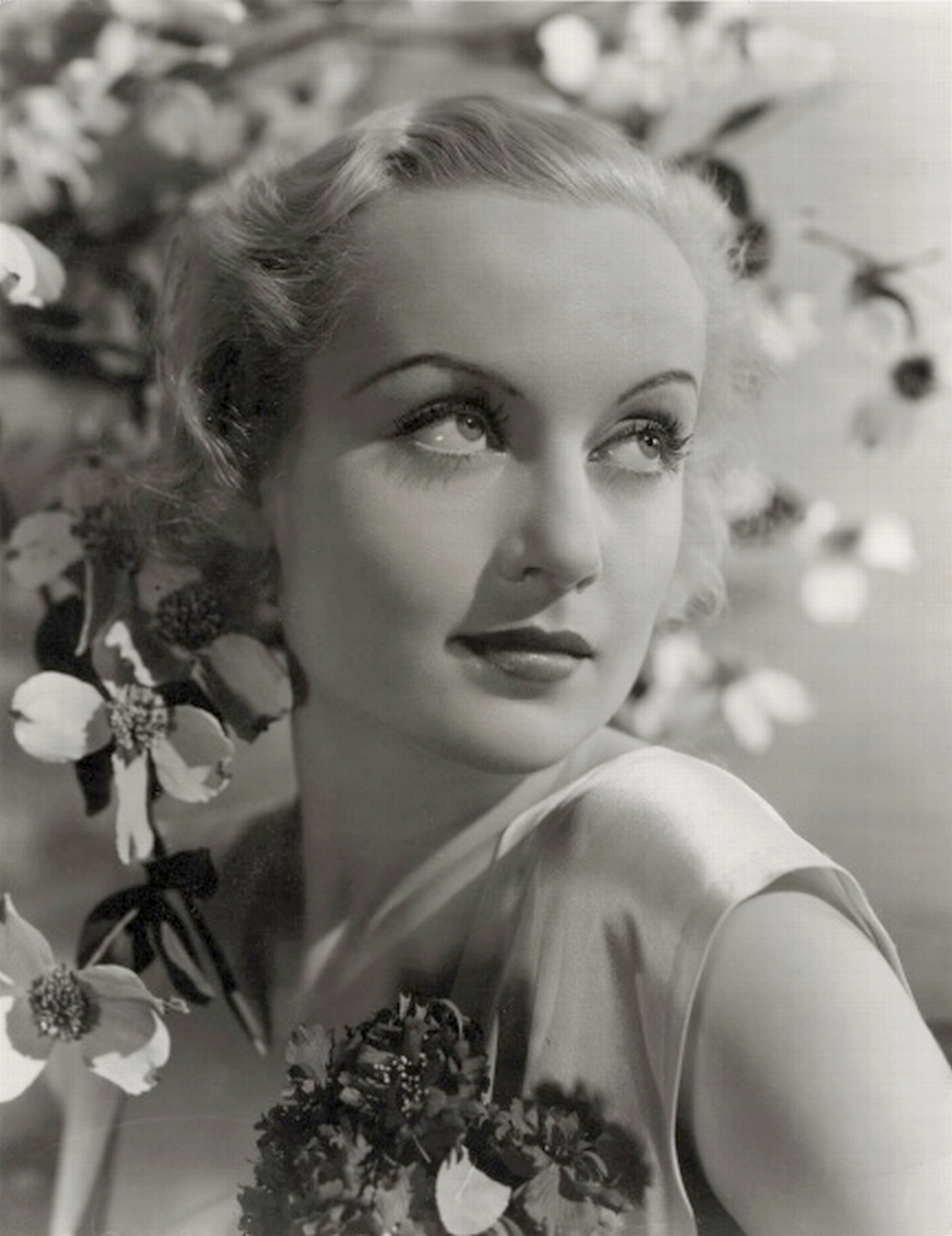
Carole Lombard (1908–1942)

- Lombard, Cathal (* 1976), irischer Langstreckenläufer
- Lombard, Catherine (1965–1994), französische Freestyle-Skisportlerin
- Lombard, Claude (1945–2021), belgische Sängerin
- Lombard, Emile (1875–1965), französisch-schweizerischer evangelischer Geistlicher und Hochschullehrer
- Lombard, Éric (* 1958), französischer Geschäftsmann und Wirtschaftsminister
- Lombard, Eva (1890–1978), Schweizer Missionsärztin
- Lombard, Fleur (1974–1996), britische Feuerwehrfrau
- Lombard, Georges (1925–2010), französischer Politiker (CNI), Mitglied der Nationalversammlung und Schriftsteller
- Lombard, Gustav (1895–1992), deutscher SS-Brigadeführer, Kriegsverbrecher
- Lombard, Henri-Clermond (1803–1895), Schweizer Klimatologe und Arzt
- Lombard, Jeanne (1865–1945), Schweizer Malerin und Bildhauerin
- Lombard, Johann Wilhelm (1767–1812), Mitglied des preußischen Kabinetts
- Lombard, Karina (* 1969), US-amerikanische SchauspielerinKarina Lombard (* 1969)

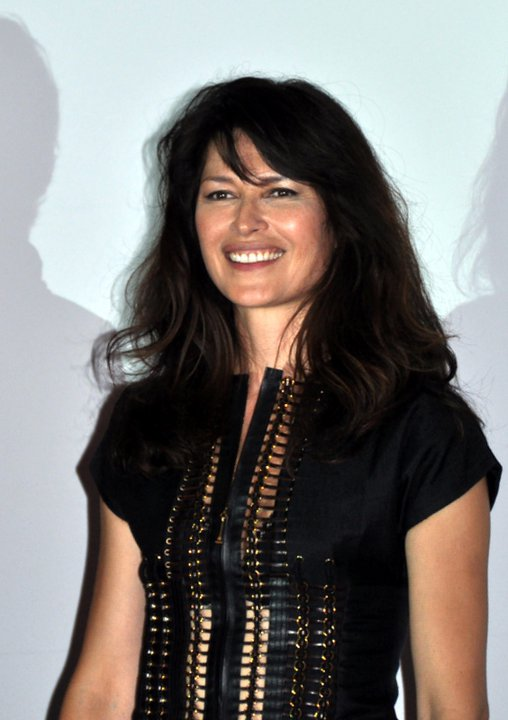
Karina Lombard (* 1969)

- Lombard, Karl Philipp (* 1663), Leibarzt des Herzogs von Sachsen und Mitglied der Leopoldina
- Lombard, Karoline (1803–1881), deutsche Schriftstellerin sowie Übersetzerin aus dem Französischen und Lateinischen
- Lombard, Lambert († 1566), Renaissance-Maler, Architekt und Humanist
- Lombard, Louise (* 1970), britische Filmschauspielerin
- Lombard, Marie-Christine (* 1958), französische Geschäftsfrau
- Lombard, Maxime (* 1946), französischer Schauspieler
- Lombard, Olivier (* 1991), französischer Autorennfahrer
- Lombard, Ronnie (* 1928), südafrikanischer Turner
- Lombard, Sully (1866–1951), französischer calvinistischer Pastor
- Lombard, Warren Plimpton (1855–1939), amerikanischer Physiologe
- Lombardelli, Claudio (* 1987), luxemburgischer Fußballspieler
- Lombardi, Alexander, deutscher Librettist und Kinder- und Jugendreferent
- Lombardi, Alfonso († 1537), italienischer Bildhauer
- Lombardi, Armando (1905–1964), italienischer Geistlicher, römisch-katholischer Erzbischof und Diplomat des Heiligen Stuhls
- Lombardi, Claudio, italienischer Motorsporttechniker und Teamchef
- Lombardi, Clyde (1922–1978), amerikanischer Jazz-Bassist
- Lombardi, Dean (* 1958), US-amerikanischer Eishockeyfunktionär
- Lombardi, Emma (* 2001), französische Triathletin
- Lombardi, Federica (* 1989), italienische Opernsängerin (Sopran)
- Lombardi, Federico (* 1942), italienischer römisch-katholischer Theologe und Journalist
- Lombardi, Felice (1791–1863), Schweizer Politiker und Leiter des Hospizes auf dem Gotthardpass
- Lombardi, Filippo (* 1956), Schweizer Politiker und Unternehmer
- Lombardi, Francisco José (* 1947), peruanischer Filmregisseur und Filmproduzent
- Lombardi, Franco (1906–1989), italienischer Philosoph
- Lombardi, Gianfranco (1941–2021), italienischer Basketballspieler
- Lombardi, Giovanni (1926–2017), Schweizer Bauingenieur
- Lombardi, Giovanni (* 1969), italienischer RadrennfahrerGiovanni Lombardi (* 1969)

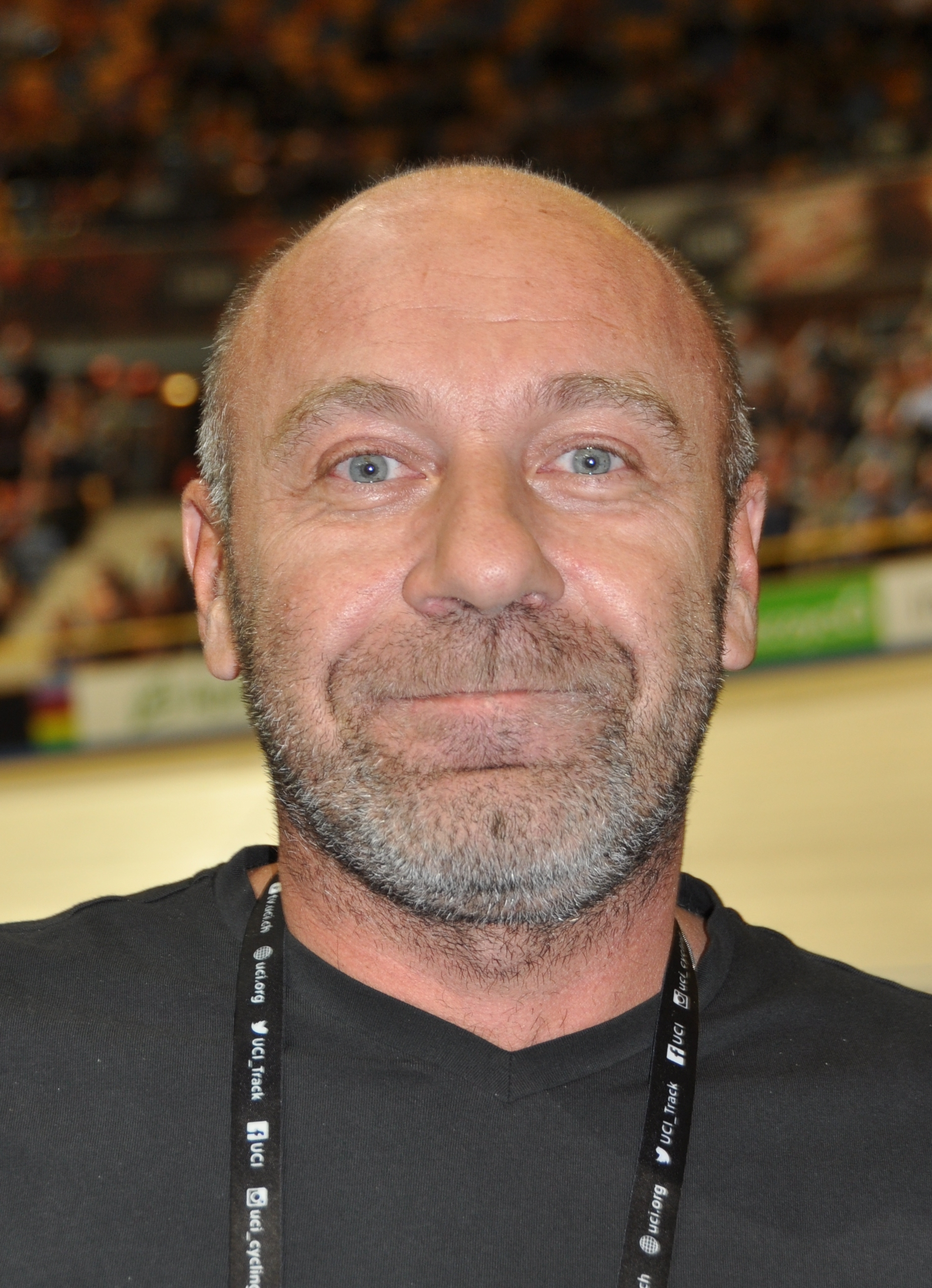
Giovanni Lombardi (* 1969)

- Lombardi, Giuseppe, italienischer Filmregisseur und -produzent
- Lombardi, Inés (* 1958), österreichische Künstlerin brasilianischer Herkunft
- Lombardi, Joe (1923–1997), US-amerikanischer Spezialeffektkünstler und Supervisor
- Lombardi, Lella (1941–1992), italienische Automobilrennfahrerin
- Lombardi, Louis (* 1968), US-amerikanischer Schauspieler und Regisseur
- Lombardi, Luca (* 1945), italienischer Komponist
- Lombardi, Mark (1951–2000), US-amerikanischer Künstler
- Lombardi, Matthew (* 1982), kanadischer Eishockeyspieler
- Lombardi, Maximiliano (* 1987), uruguayischer Fußballspieler
- Lombardi, McCaul (* 1991), US-amerikanischer Filmschauspieler
- Lombardi, Michael (* 1959), amerikanischer Funktionär und Journalist im American Football
- Lombardi, Michela (* 1973), italienische Jazzmusikerin (Gesang, Komposition, Arrangement)
- Lombardi, Omar (* 1989), italienischer Straßenradrennfahrer
- Lombardi, Pietro (1922–2011), italienischer Ringer
- Lombardi, Pietro (* 1992), deutscher PopsängerPietro Lombardi (* 1992)

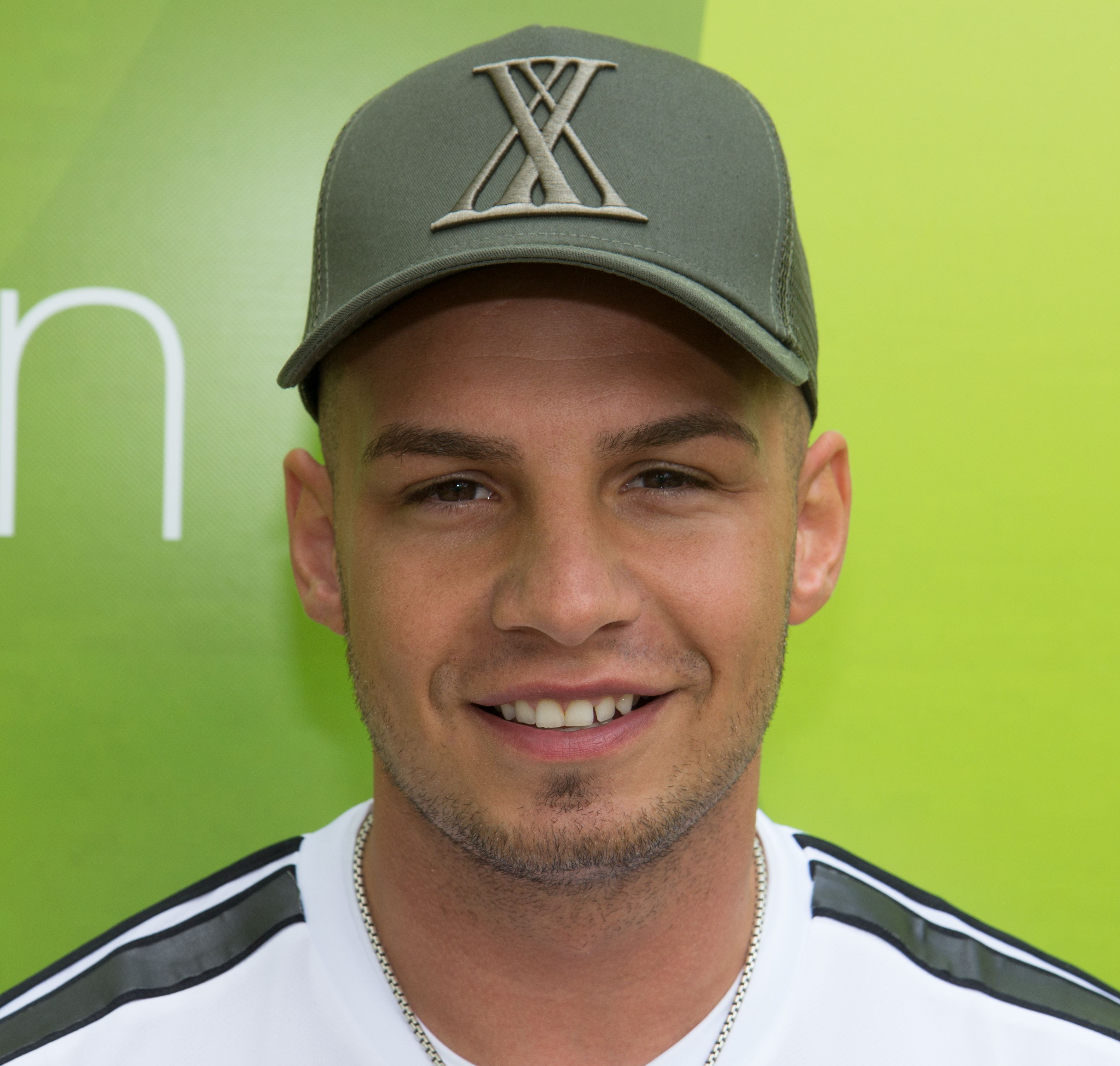
Pietro Lombardi (* 1992)

- Lombardi, Riccardo (1908–1979), italienischer Ordensgeistlicher und Prediger
- Lombardi, Roberta (* 1973), italienische Juristin und Politikerin (Fünf-Sterne-Bewegung)
- Lombardi, Sandro (* 1986), schweizerisch-italienischer Fussballspieler
- Lombardi, Steve (* 1962), US-amerikanischer Wrestler
- Lombardi, Vince (1913–1970), US-amerikanischer American-Football-Spieler und -TrainerVince Lombardi (1913–1970)

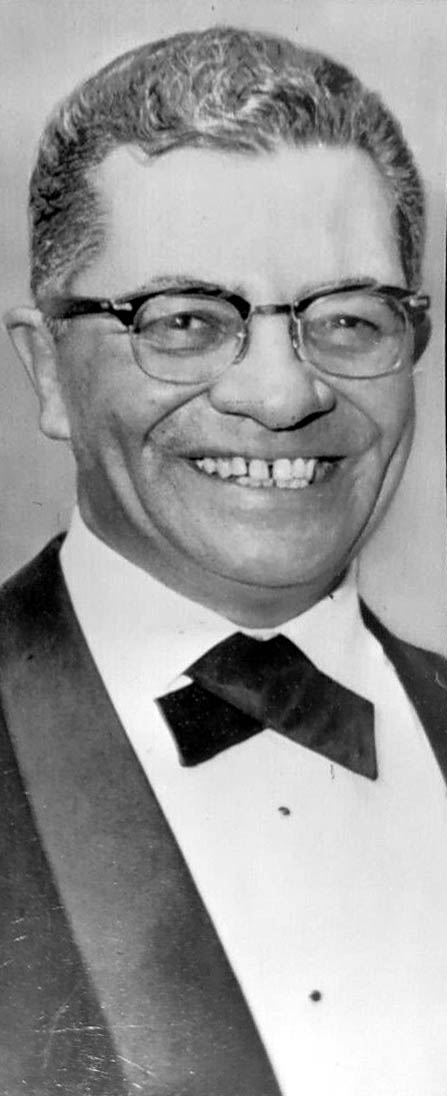
Vince Lombardi (1913–1970)

- Lombardini, Andrea (* 1978), italienischer Jazz- und Fusionmusiker (E-Bass, Komposition)
- Lombardo de Caso, María (1905–1964), mexikanische Schriftstellerin
- Lombardo Radice, Giovanni (1954–2023), italienischer Filmschauspieler und Drehbuchautor
- Lombardo Toledano, Vicente (1894–1968), mexikanischer Arbeiterführer
- Lombardo y Alvarado, José Santos (1775–1829), Präsident von Costa Rica
- Lombardo, Antonino (1912–1985), italienischer Archivar
- Lombardo, Antonio († 1516), venezianischer Bildhauer
- Lombardo, Atilio (1902–1984), uruguayischer Botaniker
- Lombardo, Attilio (* 1966), italienischer Fußballspieler und -trainer
- Lombardo, Beatrice (* 1996), italienische Tennisspielerin
- Lombardo, Carlo (1869–1959), italienischer Operettenkomponist und -librettist
- Lombardo, Carmen (1903–1971), kanadischer Komponist und Saxophonist
- Lombardo, Coleby (* 1978), US-amerikanischer Kinderdarsteller
- Lombardo, Cristoforo († 1555), italienischer Architekt und Bildhauer der Renaissance
- Lombardo, Dave (* 1965), US-amerikanischer SchlagzeugerDave Lombardo (* 1965)

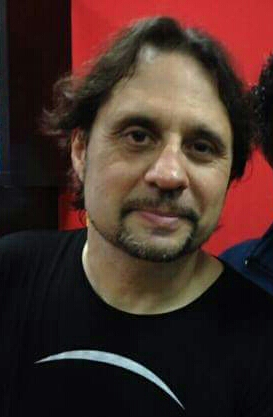
Dave Lombardo (* 1965)

- Lombardo, Francisco (1925–2012), argentinischer Fußballspieler
- Lombardo, Girolamo (1506–1590), italienischer Bildhauer und Bronzegießer
- Lombardo, Goffredo (1920–2005), italienischer Filmproduzent
- Lombardo, Guy (1902–1977), kanadischer Big-Band-Leader
- Lombardo, Joe (* 1962), US-amerikanischer Politiker
- Lombardo, Johanna (* 1993), französische Handballspielerin
- Lombardo, Joseph (1929–2019), italo-amerikanischer Mobster
- Lombardo, Laurentius († 1590), römisch-katholischer Geistlicher
- Lombardo, Lou (1932–2002), US-amerikanischer Filmeditor
- Lombardo, Ludovico († 1575), italienischer Bronzegießer
- Lombardo, Manuel (* 1998), italienischer Judoka
- Lombardo, Marco (* 1977), deutscher Moderator
- Lombardo, Mario (* 1972), deutscher Gestalter und Grafikdesigner
- Lombardo, Paolo (* 1941), italienischer Filmschaffender
- Lombardo, Philip (1911–1987), US-amerikanischer Mafioso
- Lombardo, Pietro († 1515), italienischer Bildhauer und Baumeister
- Lombardo, Raffaele (* 1950), italienischer Politiker (DC), MdEP
- Lombardo, Robert (* 1957), US-amerikanischer römisch-katholischer Ordensgeistlicher und Weihbischof in Chicago
- Lombardo, Rosalia (1918–1920), italienisches mumifiziertes KindRosalia Lombardo (1918–1920)

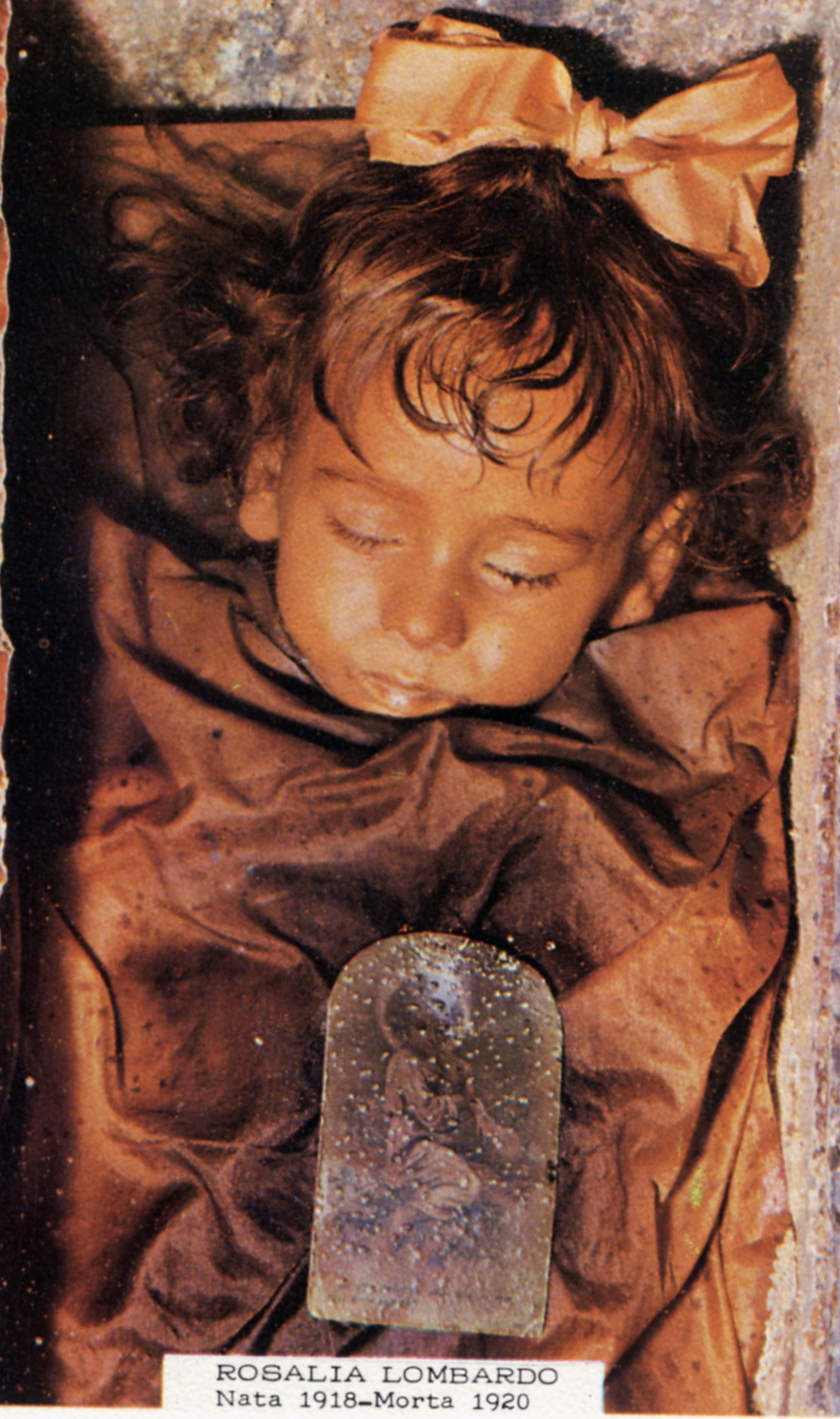
Rosalia Lombardo (1918–1920)

- Lombardo, Tommaso, italienischer Bildhauer der Renaissance
- Lombardo, Tony, US-amerikanischer Filmeditor
- Lombardo, Tullio († 1532), italienischer Bildhauer
- Lombardo, Vincenzo (1932–2007), italienischer Sprinter
- Lombardoni, Severo (1949–2012), italienischer Musikproduzent
- Lombardos, Emmanuel, griechischer Maler
- Lombardot, Oscar (* 2000), französischer Biathlet
- Lombardozzi, Domenick (* 1976), US-amerikanischer Schauspieler
- Lombardy, William (1937–2017), US-amerikanischer Schachspieler
- Lombé, Carl (* 1986), kamerunisch-armenischer Fußballspieler
- Lombe, John († 1722), englischer Seidenproduzent und Industriespion
- Lombé, Lisette (* 1978), belgisch-kongolesische Künstlerin
- Lomberg, August (1859–1945), deutscher Schulleiter und Lehrbuchautor
- Lomberg, Charles (1886–1966), schwedischer Leichtathlet
- Lomberg, Josef Vitalian (1739–1805), deutscher Rechtswissenschaftler, römisch-katholischer Geistlicher und Hochschullehrer
- Lomberg, Ryan (* 1994), kanadischer Eishockeyspieler
- Lomborg, Bjørn (* 1965), dänischer Politologe, Statistiker und Klimakritiker
- Lomboto, Hervé (* 1989), kongolesischer Fußballspieler
- Lombroso, Cesare (1835–1909), italienischer Arzt, Professor der gerichtlichen Medizin und PsychiatrieCesare Lombroso (1835–1909)

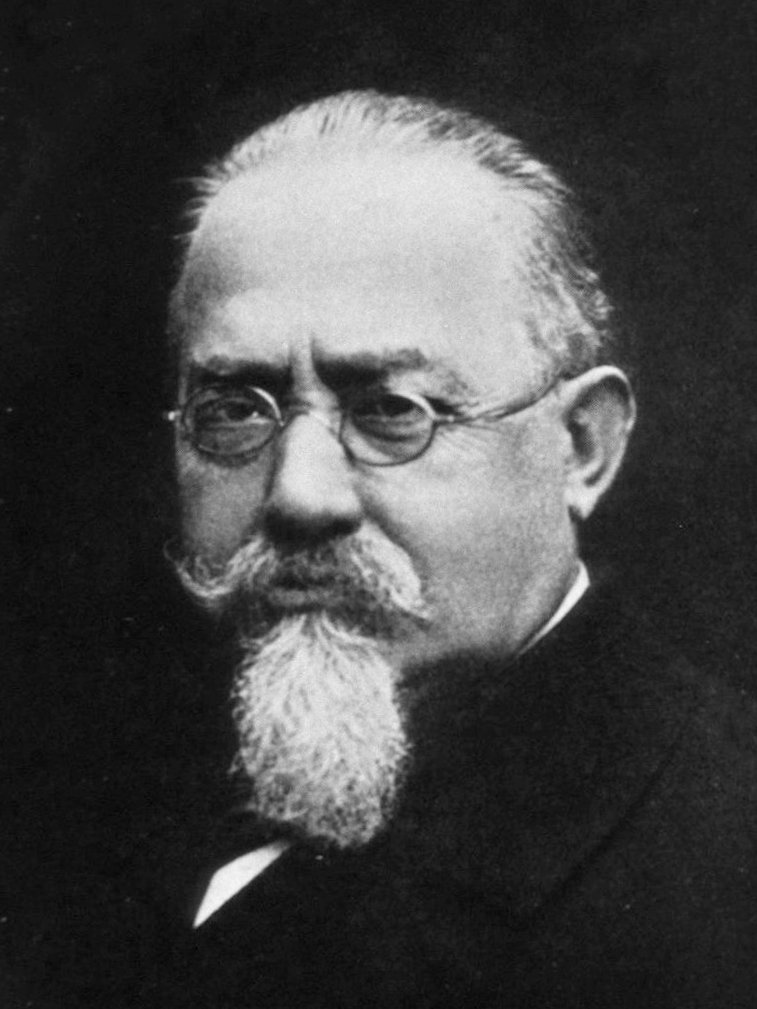
Cesare Lombroso (1835–1909)

- Lombroso, Gina (1872–1944), italienische Schriftstellerin

### Lome
- Lomeiko, Wladimir Borissowitsch (1935–2009), russischer Diplomat
- Lomellini, Benedetto (1517–1579), Kardinal der katholischen Kirche
- Lomellini, Giannotto (1519–1574), italienischer Politiker und 68. Doge der Republik Genua
- Lomellini, Giovanni Girolamo (1607–1659), italienischer Kardinal
- Loménie de Brienne, Étienne Charles de (1727–1794), französischer Politiker und Kleriker
- Loménie, Antoine de (1560–1638), französischer Aristokrat, Minister, Diplomat und Politiker
- Loménie, Henri Auguste de (1594–1666), Marineminister von Frankreich, Außenminister von Frankreich
- Loménie, Louis de (1815–1878), französischer Literaturwissenschaftler, Biograf und Essayist
- Loménie, Louis-Marie-Athanase de (1730–1794), französischer Adliger und Kriegsminister
- LoMenzo, James (* 1959), US-amerikanischer BassistJames LoMenzo (* 1959)

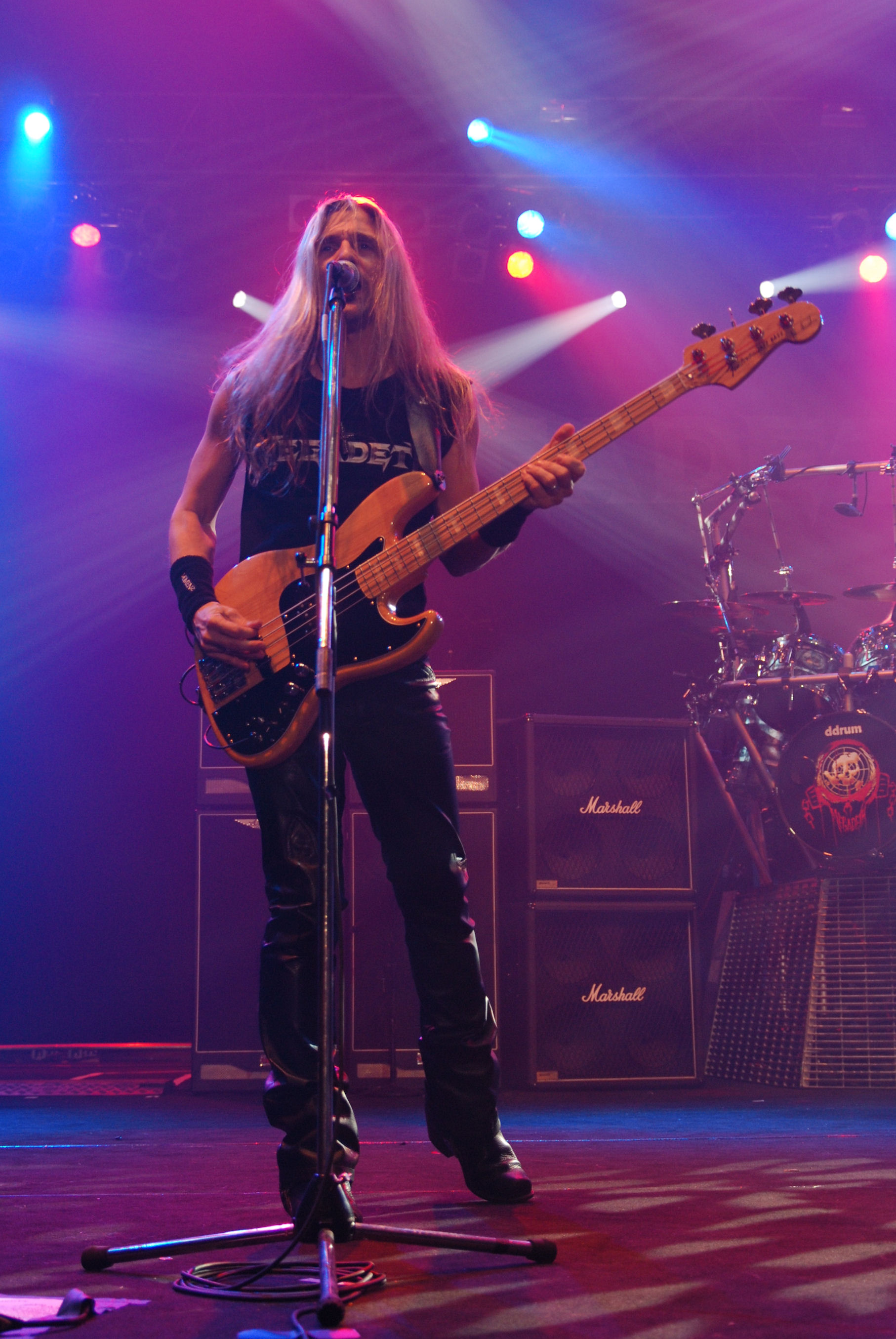
James LoMenzo (* 1959)

- Lomenzo, John P. (1915–2004), US-amerikanischer Jurist und Politiker
- Lomepal (* 1991), französischer Rapper
- Lomer, Georg (1877–1957), deutscher Arzt, Okkultist und Astrologe
- Lomer, Heinrich (1812–1875), deutscher Rauchwarenkaufmann
- Lomersheim, Walter von, Angehöriger des edelfreien Ortsadels von Lomersheim
- Lometsch, Fritz (1900–1992), deutscher Buchkünstler, Schriftkünstler, Holzschneider, Grafiker Illustrator, Buchhändler und Kunsthändler
- Lometsch, Johann Karl (1786–1856), deutscher Politiker und Minister des Kurfürstentums Hessen

### Lomf
- Lomfeld, Bertram (* 1975), deutscher Rechtswissenschaftler

### Lomi
- Lomi, Aurelio (* 1556), italienischer Maler
- Lomi, Giampaolo (1930–2021), italienischer Filmschaffender
- Lomić, Marko (* 1983), serbischer Fußballspieler
- Lomidse, Giwi (* 1983), georgischer Theologe
- Lomidse, Schota (1936–1993), sowjetischer Ringer
- Lominadse, Bessarion (1897–1935), georgischer Politiker (KP)
- Lomineischwili, Maia (* 1977), georgische Schachspielerin
- Lomino, Daniel A., Szenenbildner und Artdirector

### Lomk
- Lomko, Vladislav (* 2004), russischer Autorennfahrer

### Loml
- Lomler, Friedrich Wilhelm (1774–1845), lutherischer Theologe und Schriftsteller

### Lomm
- Lömm, Heinz-Dieter (* 1943), deutscher Fußballspieler
- Lommatzsch, Claudia, deutsche Radrennfahrerin
- Lommatzsch, Daniel (* 1977), deutscher SchauspielerDaniel Lommatzsch (* 1977)

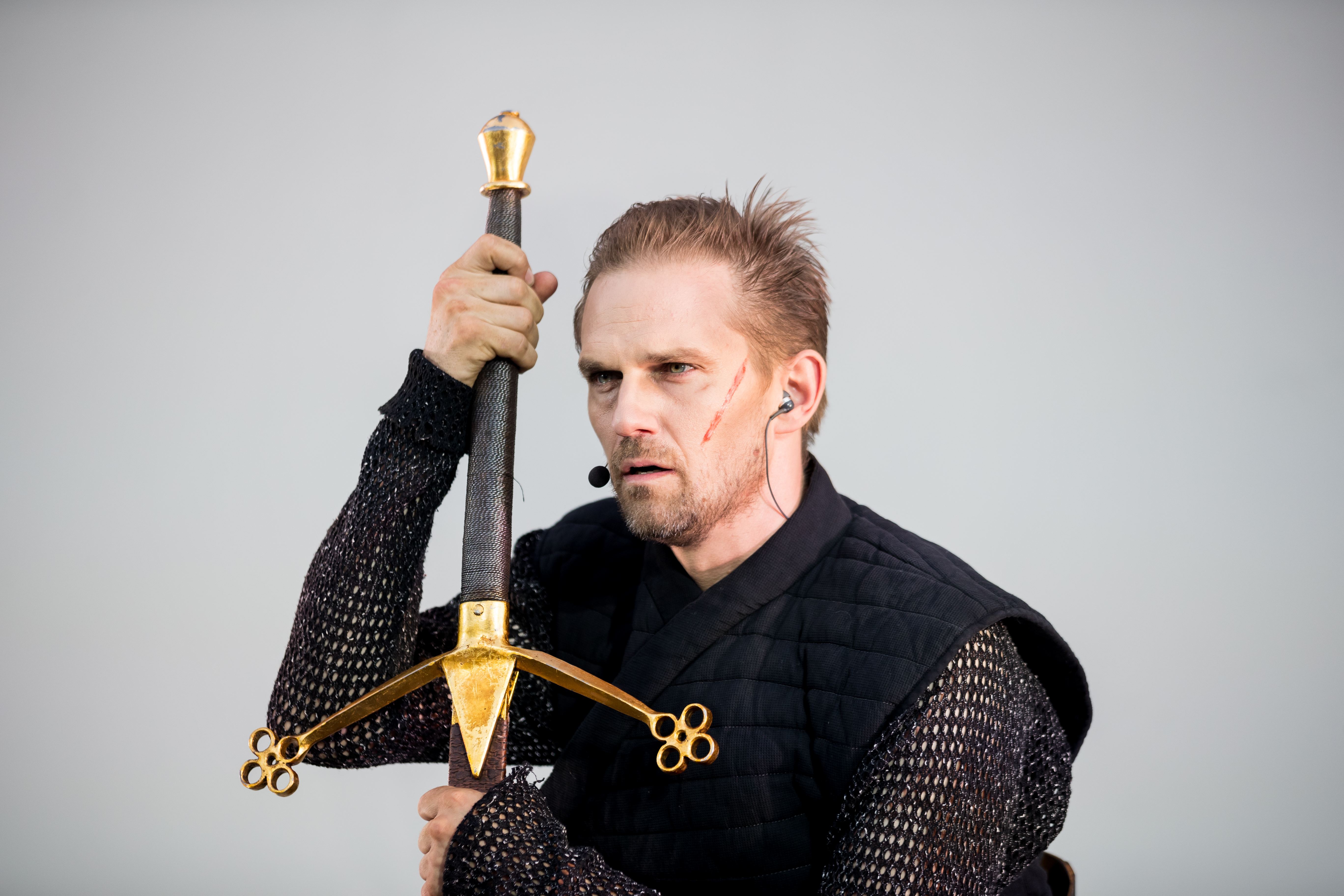
Daniel Lommatzsch (* 1977)

- Lommatzsch, Erhard (1886–1975), deutscher Romanist
- Lommatzsch, Ernst (1871–1949), deutscher Klassischer Philologe
- Lommatzsch, Herbert (1906–1999), deutscher Lehrer und nationalsozialistischer Funktionär
- Lommatzsch, Horst (1918–1965), deutscher Schauspieler
- Lommatzsch, Karl Adolph (1833–1901), sächsischer Generalmajor
- Lommatzsch, Karl Heinrich Gottfried (1772–1834), deutscher evangelischer Geistlicher
- Lommatzsch, Klaus (1936–2022), deutscher Politiker (SPD), Mitglied der Stadtverordnetenversammlung von Berlin
- Lomme, Chris (* 1938), flämische Schauspielerin
- Lomme, Michel (* 1955), belgischer Fußballspieler
- Lommel, Andreas (1912–2005), deutscher Ethnologe
- Lommel, Ekkehard (1913–2006), deutscher Kommunalpolitiker
- Lommel, Eugen von (1837–1899), deutscher Physiker
- Lommel, Felix (1875–1968), deutscher Arzt und Universitätsprofessor
- Lommel, Friedrich (1804–1874), nassauischer Kaufmann und Landtagsabgeordneter
- Lommel, Friedrich (1883–1967), deutscher Bildhauer und Medailleur
- Lommel, Georg († 1872), deutscher Historiker, Staatsarchivar und Schriftsteller
- Lommel, Gérard (* 1954), luxemburgischer Jurist und Präsident der Nationalen Kommission für den Datenschutz
- Lommel, Hans (1875–1939), deutscher Politiker (NSDAP), Landrat des Landkreises Usingen, Abgeordneter des Reichstags
- Lommel, Herman (1885–1968), deutscher Indoiranist und Religionswissenschaftler
- Lommel, Jörn-Uwe (* 1958), deutscher Handballspieler und Handballtrainer
- Lommel, Léon (1893–1978), luxemburgischer Geistlicher, römisch-katholischer Bischof von Luxemburg
- Lommel, Ludwig Manfred (1891–1962), deutscher Humorist
- Lommel, Manuel (* 1949), deutscher Kameramann
- Lommel, Marina (* 1989), deutsche ehemalige Kinderdarstellerin und Ökotrophologin
- Lommel, Pim van (* 1943), niederländischer Arzt und Wissenschaftler
- Lommel, Ruth (1918–2012), deutsche Schauspielerin
- Lommel, Tatjana (1972–2022), deutsche Schauspielerin
- Lommel, Ulli (1944–2017), deutscher Schauspieler, Filmregisseur und -produzentUlli Lommel (1944–2017)

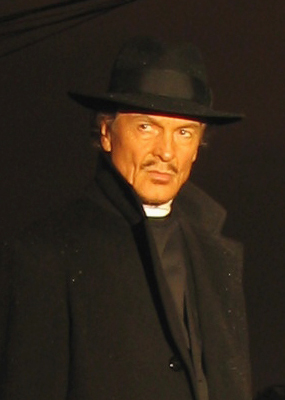
Ulli Lommel (1944–2017)

- Lommel, Wilhelm (1875–1968), deutscher Chemiker
- Lommen, Maria van (1688–1742), niederländische Geschäftsfrau
- Lommen, Wilhelm (1839–1895), deutscher Maler
- Lommer, Christian Hieronymus (1741–1787), sächsischer Bergmeister und Hochschullehrer
- Lommer, Emil (1834–1896), preußischer Generalarzt mit dem Rang eines Generalmajors
- Lommer, Günther (* 1946), deutscher Sportfunktionär
- Lommer, Hannsjürgen (* 1938), deutscher Maler, Grafiker und Kommunalpolitiker
- Lommer, Harold (1904–1980), englischer Schachkomponist
- Lommer, Horst (1824–1905), deutscher Jurist und Ehrenbürger der Stadt Jena
- Lommer, Horst (1904–1969), deutscher Lyriker und Schauspieler
- Lommer, Steen Stig (* 1960), dänischer Schauspieler und Theaterdirektor
- Lommer, Stig (1907–1976), dänischer Theaterregisseur-und-Intendant
- Lommerse, Dirk (* 1975), niederländisch-australischer Basketballspieler
- Lommessem, Gerhard von (1780–1824), preußischer Verwaltungsbeamter und Landrat im Kreis Düren
- Lommessem, Johann Wilhelm Gottfried von (1743–1810), deutscher Maire von Aachen und Erster Präsident der Gewerblichen Ratskammer
- Lommi, Miikka (* 1983), finnischer Filmproduzent
- Lommi, Oiva (1922–2000), finnischer Ruderer
- Lommi, Veikko (1917–1989), finnischer Ruderer

### Lomn
- Lomnička, Lenka (* 1994), slowakische Fußballspielerin
- Lomnická, Nikola (* 1988), slowakische Leichtathletin
- Łomnicki, Antoni (1881–1941), polnischer Mathematiker
- Lomnicki, Michelle (* 1987), US-amerikanische Fußballspielerin
- Łomnicki, Tadeusz (1927–1992), polnischer Schauspieler
- Lomnický z Budče, Šimon (* 1552), tschechischer Schriftsteller
- Lomnický, Marcel (* 1987), slowakischer Leichtathlet
- Lomnitz, Alfred (1892–1953), deutscher Maler, Grafiker und Designer
- Lomnitz, Cinna (1925–2016), chilenisch-mexikanischer Geophysiker
- Lomnitz-Klamroth, Marie (1863–1946), deutsche Bibliothekarin und Blindenschriftexpertin
- Lomnitzer, Helmut (1935–1997), deutscher germanistischer Mediävist
- Lomnitzer, Klaus (* 1970), deutscher Maler

### Lomo
- Lomo, Tony (* 1983), salomonischer Judoka
- Lomon, Ruth (1930–2017), kanadische Komponistin und Pianistin
- Lomond, Britt (1925–2006), US-amerikanischer Schauspieler
- Lomong, Lopez (* 1985), US-amerikanischer Mittelstreckenläufer sudanesischer Herkunft
- Lomonossow, Juri Wladimirowitsch (1876–1952), russischer Eisenbahnpionier
- Lomonossow, Michail Wassiljewitsch (1711–1765), russischer Universalgelehrter, Schriftsteller, Sprachwissenschaftler und Historiker, Chemiker und AstronomMichail Wassiljewitsch Lomonossow (1711–1765)

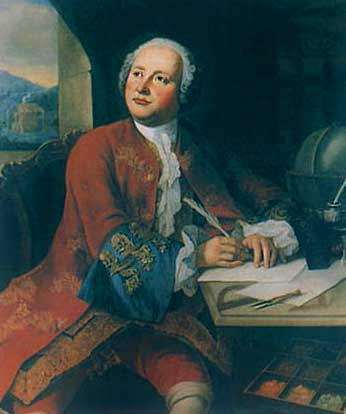
Michail Wassiljewitsch Lomonossow (1711–1765)

- Lomonte, Mauricio (* 1982), kubanischer Rundfunk- und Fernsehmoderator
- Lomová, Lucie (* 1964), tschechische Comiczeichnerin
- Lomowizki, Alexander Jewgenjewitsch (* 1998), russischer Fußballspieler
- Łomowski, Mieczysław (1914–1969), polnischer Kugelstoßer und Diskuswerfer

### Lomp
- Lömpcke, Albert (1853–1939), deutscher Jurist und Verwaltungsbeamter
- Lompe, Arved (1907–1985), deutscher Physiker
- Lompo, Djalwana Laurent (* 1967), nigrischer Geistlicher, Erzbischof von Niamey
- Lompscher, Joachim (1932–2005), deutscher Psychologe und Hochschullehrer
- Lompscher, Katrin (* 1962), deutsche Politikerin (Die Linke), MdA, Senatorin in Berlin

### Loms
- Lomsché, Bastian (* 1983), deutscher Dramaturg, Autor und Theaterleiter
- Lomská, Libuše (1923–2004), tschechoslowakische Hürdenläuferin

### Lomt
- Lomtew, Jewgeni (* 1961), sowjetischer Sprinter

### Lomu
- Lomu, Jonah (1975–2015), neuseeländischer Rugby-Union-SpielerJonah Lomu (1975–2015)

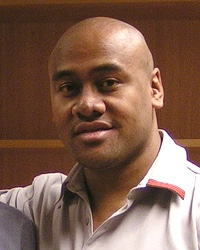
Jonah Lomu (1975–2015)

- Lomuscio, Patty (* 1975), italienische Jazzmusikerin (Gesang)
- Lomuto, Daniel (1934–1994), argentinischer Bandoneonist, Bandleader, Arrangeur und Tangokomponist
- Lomuto, Francisco (1898–1950), argentinischer Bandleader, Tangopianist und -komponist